# Trio pour piano et cordes no 2 de Schubert
Pour les articles homonymes, voir Trio avec piano, Trio pour piano et cordes et Schubert (homonymie).
Le Trio no 2 de Schubert ou Trio en mi bémol majeur pour piano et cordes no 2 (D. 929 op. 100) est un trio de musique de chambre en quatre mouvements, pour violon, violoncelle, et piano, composé par le compositeur autrichien Franz Schubert (1797-1828) en novembre 1827 (un de ses plus célèbres chefs-d'œuvre, parmi plus de mille compositions de son catalogue Deutsch, avant sa disparition précoce à l'age de 31 ans).

## Histoire

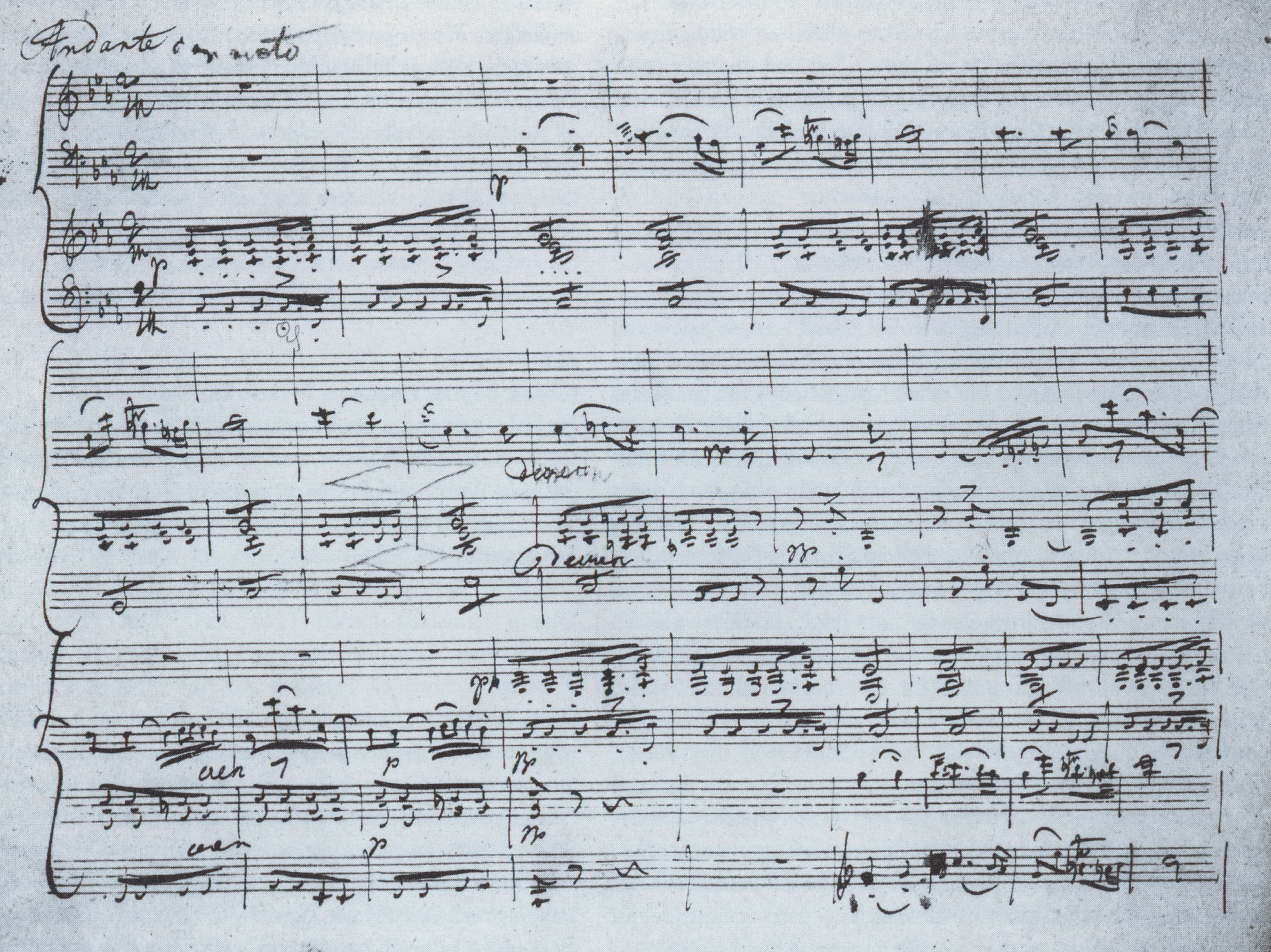
Partition autographe.

Alors qu'il est gravement malade, âgé de 30 ans, et en fin de vie à Vienne, Franz Schubert continue à composer son œuvre abondante « tardive » avec un indestructible enthousiasme et vitalité, avec un « lyrisme schubertien musical romantique allemand », dont il est maître, avec entre autres ce trio en mi bémol majeur en quatre mouvements pour violon, violoncelle, et piano, composé à la suite de son trio pour piano et cordes no 1.
Dédié par Schubert « à ceux qui y prendront du plaisir », il est joué pour la première fois au Musikverein (Vienne) (« Maison de l’Union Musicale de Vienne ») le 26 décembre 1827, interprété par Ignaz Schuppanzigh au violon, Carl Maria von Bocklet au piano et Josef Linke au violoncelle. Il est également joué lors de Schubertiades privées à Vienne en 1828 (année de sa disparition à l'age de 31 ans).
Le 2e mouvement joué par le Trio tchèque devient (entre autres, avec la célèbre Sarabande de Haendel) une des plus célèbres musiques de film de l'histoire du cinéma, avec le succès du film Barry Lyndon de Stanley Kubrick en 1975, avec un Oscar de la meilleure musique de film 1976.

## Structure
Ce trio pour piano et cordes est composé de quatre mouvements.

### Allegro
Ce mouvement est de forme sonate. Il débute immédiatement avec un premier thème énergique, joué forte, déclamé par les trois instruments à l’unisson :

Il s'ensuit un second thème de caractère tout à fait différent, à la puissance hypnotique, orchestré en choral :
Le second thème est en si mineur, ton éloigné qui démontre la complexité du plan tonal de l'œuvre. En effet, celui-ci neutralise la tension dominante-tonique, moteur du plan « dialectique » beethovénien, au profit d'un tissu de relations harmoniques délicates, généralement en tierces.
C'est d'ailleurs les relations de tierces qui construisent tout le (très long) développement.

### Andante con moto
Il s'agit d'un mouvement lent (malgré l'indication « con moto ») écrit dans la tonalité relative de do mineur, ayant une forme double ternaire asymétrique. Son thème principal, élégiaque et très long, débute comme suit :
Il est probable que ce thème soit inspiré d'une chanson populaire suédoise Se solen sjunker (litt. « le soleil se couche ») que Schubert aurait entendu chanter par le tenor Isak Albert Berg (en) chez la sœur de  Josephine Fröhlich (en). L'accompagnement monotone et un peu sévère du piano rappelle celui de « Gute Nacht », le premier lied du Voyage d'hiver.

## Au cinéma
Cette œuvre est intégrée dans de nombreuses musiques de film au cinéma, dont en particulier Barry Lyndon de Stanley Kubrick en 1975, et également :
- 1922 : Docteur Mabuse le joueur, de Fritz Lang ;
- 1925 : Le Fantôme de l'Opéra, de Rupert Julian ;
- 1973 : La Femme en bleu, de Michel Deville ;
- 1975 : Barry Lyndon, de Stanley Kubrick (interprété par le Trio tchèque) ;
- 1977 : Un oursin dans la poche, de Pascal Thomas ;
- 1982 : Sylvestre, de João César Monteiro ;
- 1983 : Les Prédateurs, de Tony Scott ;
- 1989 : Trop belle pour toi, de Bertrand Blier ;
- 1995 : USS Alabama, de Tony Scott ;
- 1996 : La Belle Verte, de Coline Serreau ;
- 1998 : After Life, d'Hirokazu Kore-eda ;
- 2001 : La Pianiste, de Michael Haneke (d'après le roman du prix Nobel de littérature Elfriede Jelinek) ;
- 2006 : L'Homme de sa vie, de Zabou Breitman ;
- 2011 : Le Flingueur, de Simon West ;
- 2013 : Le Congrès, d'Ari Folman ;
- 2014 : Mademoiselle Julie, de Liv Ullmann ;
- 2015 :  La Tête haute, d'Emmanuelle Bercot.

## Reprises et adaptations
Il a été réutilisé par un certain nombre d'artistes dont :
- Busta Flex qui l'a samplé pour le morceau Hip Hop forever ;
- Marilyn Manson qui l'a utilisé comme une première partie des concerts du groupe lors de la tournée Rape of the World en 2007 ;
- les réalisateurs du clip Change can happen qui fait office de présentation du site « Attentats — Still alive and having fun » ;
- le duo français de musique électronique « SomethingAlamode » a largement utilisé des samples du second mouvement pour leur titre « Schubert à la mode » ;
- Mylène Farmer en utilise une courte partie adaptée lors d'un interlude de son spectacle Timeless en 2013 pour une chorégraphie avec des robots[10] ;
- Fauve, dans leur chanson Voyou (2013) ;
- Masomenos dans Coco Classico issue de l'album Balloons.

Pour la télévision :
- dans la bande son de la série d'anime Princesse Nine réalisée par Kensei Date ;
- en 2007, les premières notes de piano du deuxième mouvement sont utilisées dans une publicité télévisée vantant les parfums de la marque italienne Diesel ;
- en 2014, dans le pilote de la série Gotham puis à nouveau durant l'épisode 17 de la saison 2.

On le trouve aussi utilisé dans le spectacle Raoul de James Thierrée.

## Discographie
- Rudolf Serkin, Adolf Busch et Hermann Busch, en 1935.
- George Janzer, Arthur Grumiaux et Eva Czako.
- Maurice Gendron, Yehudi Menuhin et Hephzibah Menuhin.
- Beaux Arts Trio (Menahem Pressler, Daniel Guilet et Bernard Greenhouse) en 1966.
- Leonard Rose, Isaac Stern et Eugene Istomin, en 1969, Sony Records.
- Anner Bylsma, Vera Beths et Jos van Immerseel en 1996.
- Imogen Cooper, Raphaël Oleg, Sonia Wieder-Atherton, RCA Red Seal en 1998.
- Trio Wanderer (Jean-Marc Phillips-Varjabédian, Raphaël Pidoux et Vincent Coq) en 2000.
- Trio Dali (Vineta Sareika, violon ; Christian-Pierre La Marca, violoncelle ; Amandine Savary, piano) en 2011.